# QMR-KWT
QMR-KWT (iniziali di Luna del Kuwait in arabo) è il primo satellite del Kuwait. 
Il satellite, del tipo CubeSat, è stato realizzato da Orbital Space Technology, una compagnia privata emiratina. Il lancio è stato effettuato il 30 giugno 2021 dalla Vandenberg Space Force Base con un razzo vettore Falcon 9. Il satellite è stato trasportato sulla Stazione Spaziale Internazionale, da cui è stato collocato in orbita il 16 luglio 2021. Il satellite è dotato di un computer e di un sistema di comunicazione con i radioamatori. La finalità della missione è prettamente educativa e intende preparare gli studenti, in qualità di futuri professionisti, per gestire la prossima generazione di satelliti. Agli studenti è offerta la possibilità di scrivere codici software che possono essere caricati ed eseguiti sul computer di bordo del satellite.
Il satellite ha una vita prevista di tre anni, ma durante la missione si è verificato un malfunzionamento e l'ultimo segnale è stato ricevuto il 10 marzo 2022.